# محمد جابر العلواني
محمد جابر فياض العلواني، (1350-1407)هـ،(1932-1987)م، فقيه ومحدث وعالم دين عراقي.

## ولادته ودراسته
ولد في مدينة الفلوجة عام 1932م، وتلقى دراستهِ الأولية فيها، ثم سافر إلى بغداد للدراسة في مدارسها، وحصل على شهادة الثانوية من ثانوية الأعظمية للبنين، ثم التحق للدراسة بكلية دار المعلمين العالية، وتخرج في عام 1956م. وعين مدرساً للبلاغة العربية في الإعدادية المركزية ببغداد.
سافر إلى مصر لأكمال دراستهِ وحصل على شهادة ماجستير من كلية الآداب، في جامعة عين شمس عام 1968م، ثم رجع إلى العراق للتدريس في مدرسة الاعدادية المركزية ببغداد، وما لبث أن سافر مرة أخرى إلى مصر لأكمال دراستهِ وحصل على شهادة الدكتوراه من جامعة عين شمس في مصر في عام 1978.

## نسبه
هو محمد بن جابر بن فياض بن مشوح بن خلف بن محمد العلواني من قبيلة البوعلوان.

## مؤلفاته
لهُ العديد من المؤلفات طبع منها الآتي:
- الأمثال في القرآن الكريم، عام 1968. (رسالة ماجستير).
- الأمثال في الحديث الشريف، عام 1978. (رسالة دكتوراه).
- التورية وخلو القرآن منها.
- المجاز في القرآن.
- الكناية.
- نظرية النظم.
- المعاجم العربية وطرق الاستفادة منها.
- العقد أو نظم الفكر وأثر الحديث الشريف فيه.
- مفهوم الفصاحة لغة واصطلاحاً.
- مفهوم البلاغة لغة واصطلاحاً.

## وفاته
توفي الشيخ محمد جابر العلواني في فجر يوم الثلاثاء 4 رجب 1407 هـ/5 آذار 1987م، ودفن في مقبرة الفلوجة القديمة (أبو حلبوس).